# لیو بوزیزیو
لیو بوزیزیو (ایتالیایی: Liù Bosisio؛ زادهٔ ۳۰ ژانویهٔ ۱۹۳۶) بازیگر، صداپیشه و نویسنده اهل ایتالیا است.
از فیلم‌ها یا برنامه‌های تلویزیونی که وی در آن نقش داشته‌است، می‌توان به به بانو تجاوز شده است، روزنگار سیاه، ۱۹۰۰، فانتوتزی، فرانکشتاین اندی وارهول، یک ماجرای ایدئال و عاشقان یکشنبه اشاره کرد.